# Artéria colateral média
A artéria colateral média é uma artéria que vasculariza o membro superior.

### O que é a artéria colateral média?
A artéria colateral média é uma artéria do membro superior, mais especificamente um ramo da artéria braquial profunda (também chamada de artéria profunda do braço ou artéria braquial profunda).

### Origem
Ela normalmente se origina da artéria braquial profunda, que, por sua vez, é um dos primeiros ramos colaterais da artéria braquial logo após ela passar pelo trígono do braço.

### Trajeto
A artéria colateral média desce na face posterior do braço, acompanhando o nervo radial, e dirige-se para o cotovelo, passando pelo sulco do nervo radial no úmero.

### Anastomoses
Ela se anastomosa principalmente com a artéria interóssea recorrente, ajudando a manter o suprimento sanguíneo do antebraço e do cotovelo, mesmo quando a artéria principal é comprimida durante movimentos.